# تايلر ديتريش
تايلر ديتريش هو مدرب هوكي جليد كندي، ولد في 2 يوليو 1984 في فانكوفر في كندا.

## وصلات خارجية
- تايلر ديتريش على موقع EliteProspects.com (الإنجليزية)